# Verklärungskirche (Sokobanja)

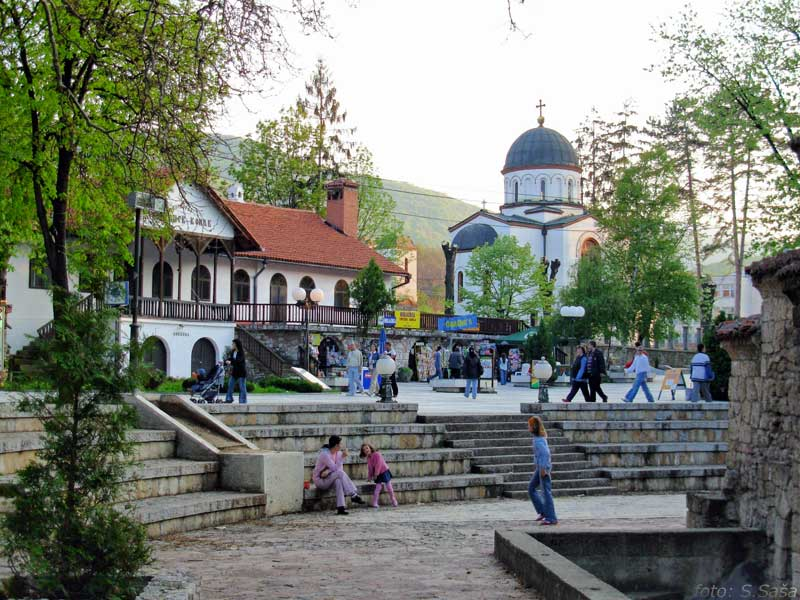
Die Verklärungskirche im Stadtzentrum

Die Verklärungskirche (serbisch: Црква Преображења Господњег / Crkva Preobraženja Gospodnjeg), auch Kirche der Verklärung des Herrn genannt, ist die serbisch-orthodoxe Pfarreikirche der ostserbischen Stadt Sokobanja.
Die Kirche wurde von 1884 bis 1892 erbaut und ist der Verklärung Christi geweiht. Die Kirche ist die Pfarreikirche der Pfarrei Sokobanja und zudem die Hauptkirche des Dekanats Sokobanja der Eparchie Timok der Serbisch-Orthodoxen Kirche.
Die Verklärungskirche ist von besonderes kulturellen Wert für den serbischen Kurort Sokobanja. Sie gilt als die wichtigste und meistbesuchte Kirche der Region um Sokobanja.

## Lage

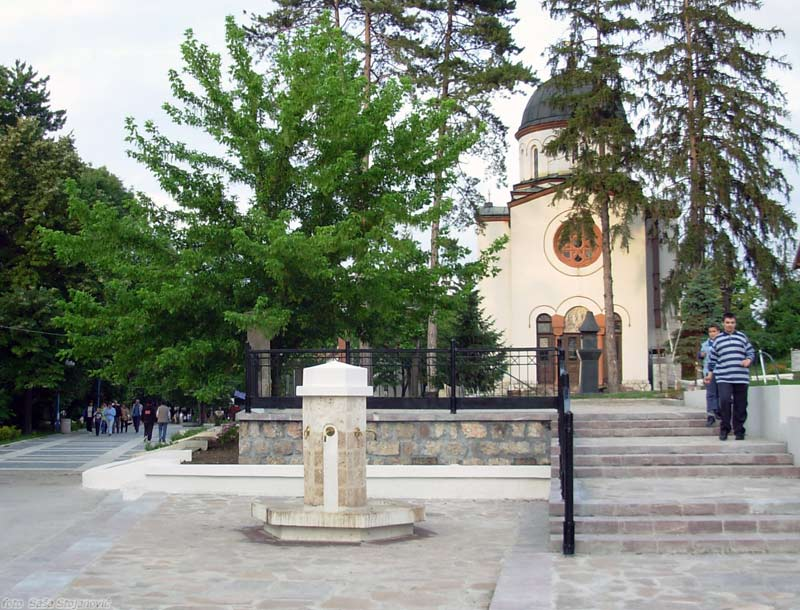
Hauptplatz Sokobanjas mit der Kirche

Die Kirche befindet sich im Zentrum der ostserbischen Stadt Sokobanja. Das Gotteshaus steht nicht weit vom Ufer der Sokobanjska Moravica, einem rechten Nebenfluss der Südlichen Morava.
Sie steht am Trg oslobođenja (Platz der Befreiung) und der Straße Ulica Ive Andrića. Nahe der Kirche befinden sich das Rathaus, der Stadtpark, das Tourismusbüro, ein Hotel und das in der Timočka Krajina, berühmte Restaurant Milošev konak.

## Geschichte

### Frühere Kirchen in Sokobanja
In dem Buch Denkmäler der Eparchie Timok 1834–1934 ist belegt, dass in Sokobanja schon vor der Befreiung der Stadt von den Osmanen eine serbisch-orthodoxe Kirche mitsamt einem in ihr dienenden Priester stand. Diese Kirche wurde jedoch später von den Osmanen zerstört. Die Reste der alten Kirche stehen noch heute neben der Verklärungskirche. Man nimmt an, dass die Kirche zur Zeit des serbischen mittelalterlichen Königs, des Hl. Milutin, erbaut wurde, der die Kirche stiftete.
1835 wurde eine Kirche aus festem Material in der Stadt erbaut, die Kirche wurde mit Resten der Burgruine der Stadt Svrljig errichtet. Nur 20 Jahre später musste die Kirche wegen Beschädigungen abgerissen werden.

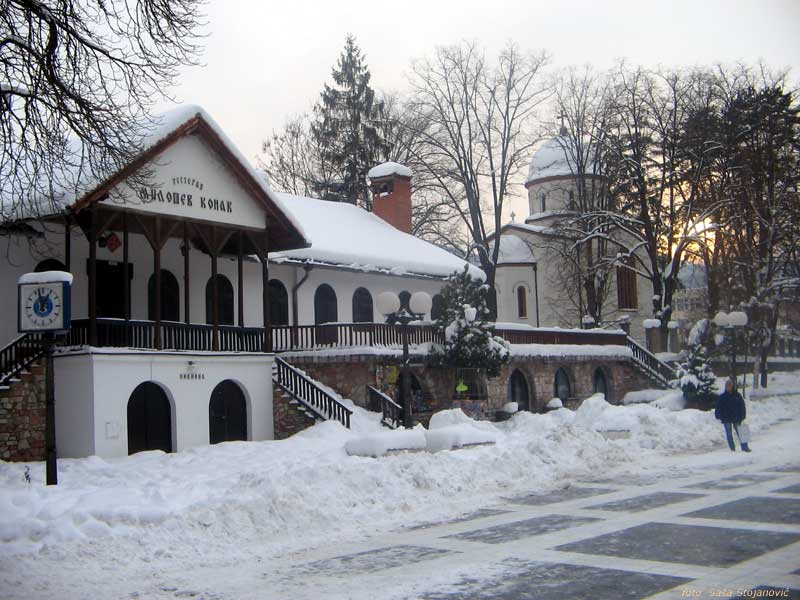
Die Kirche und das berühmte Restaurant Milošev konak im Winter

### Bau und Einweihung der Verklärungskirche
Die Verklärungskirche im Stadtzentrum von Sokobanja wurde von 1884 bis 1892 erbaut, unter der Aufsicht der serbischen Architekten Svetozar Ivačković und Dušan Živadinović aus der Wiener Bauakademie.
Die Idee zum Bau der Kirche gab der Belgrader Metropolit Mihailo (Jovanović), der aus Sokobanja stammte. Metropolit Mihailo war auch der Ktitor der Kirche und er finanzierte auch den Bau der Grundschule in Sokobanja. Da am Feiertag Verklärung Christi der Metropolit geboren wurde, bekam die Kirche ihr Patrozinium.
Die meisten Bauarbeiter der Kirche waren Emigranten aus Russland, die in ihrer neuen Heimat beim Bau der Kirche mithalfen. Der lokale Händler Blagoje Hadži Pavlović spendete Geld zum Bemalen der Fresken im Inneren der Kirche.
Die Kirche wurde zu Ostern 1892 von Metropolit Mihailo (Jovanović) festlich eingeweiht. Dieser feierlichen Einweihung wohnte auch der russische Graf Todor Kotov bei. Der Graf hatte der Kirche einige Liturgiegegenstände geschenkt. Die Kirche besitzt ein reiches Kirchenarchiv, das seit 1835 aufgezeichnet wird. Auch gehören Evangelien aus dem Jahr 1836 mit der Originalunterschrift von Fürst Miloš Obrenović zu den Kirchenschätzen.

### Die Kirche heute
Derzeitiger Priester der Kirche ist Zoran Golubović.
Die Verklärungskirche wird seit Ende November 2014, mit dem Segen des jetzigen Eparchen der Eparchie Timok, Ilarion (Golubović) renoviert. Neben einer neuen weißen Fassade sollen auch die Eingangstüren, das Mobiliar in der Kirche sowie das Kircheninnere renoviert bzw. neu angeschafft werden.
Den Großteil der Renovierungskosten übernimmt die Kirchengemeinde der Stadt. Auch finanziert die Gemeinde Sokobanja die Renovierung zum Teil. Und die neuen Türen sind ein Geschenk von Goran Sojanović.

## Architektur
Die Verklärungskirche ist im Serbisch-byzantinischen Baustil erbaut, mit einem freistehenden Kirchturm, der 1936 nahe der Kirche erbaut wurde. Wer die Fresken, die Ikonostase und die Ikonen der Kirche herstellte und malte, ist nicht mehr bekannt. Überliefert ist, dass die Ikonostase Ende des 19. Jahrhunderts und Anfang des 20. Jahrhunderts erbaut wurde.
Heute sind nur noch wenige Fresken im Inneren des Gotteshauses erhalten. Während die Kirche anfangs eine rot-ocker Fassade hatte, ist die Fassade heute in Weiß gehalten. Die Kirche ist eine Kreuzkuppelkirche, die dem griechischen Kreuz nachempfunden ist. Die Kuppel der Kirche ist 20 m hoch. Im Kirchhof wurde eine Büste des Metropoliten Mihailo (Jovanović) aufgestellt.